# Александра Вукајловић
Александра Вукајловић (Чачак, 7. јун 1997) српска је рукометашица која тренутно наступа за Дебрецин.

## Каријера
Професионалну каријеру је почела у Јагодини одакле је 2016. године у Бекешчабај. Током играња у мађарском клубу доживела је повреду лигамента због чега је ишла на операцију. Године 2020. је потписала уговор са Дебрецином.
За репрезентацију Србије је наступала на Европском првенству 2018.